# Solt
Solt je město v Maďarsku v župě Bács-Kiskun v okrese Kalocsa.

## Poloha
Solt leží ve středním Maďarsku, na levém břehu Dunaje, asi 100 km jižně od Budapešti. Kříží se zde silnice do Kalocsy (33 km), Kecskemétu (55 km), Dunaújvárosu (24 km) a Dunaföldváru (7 km). Nedaleko se nachází nájezd na dálnici M6.

## Galerie

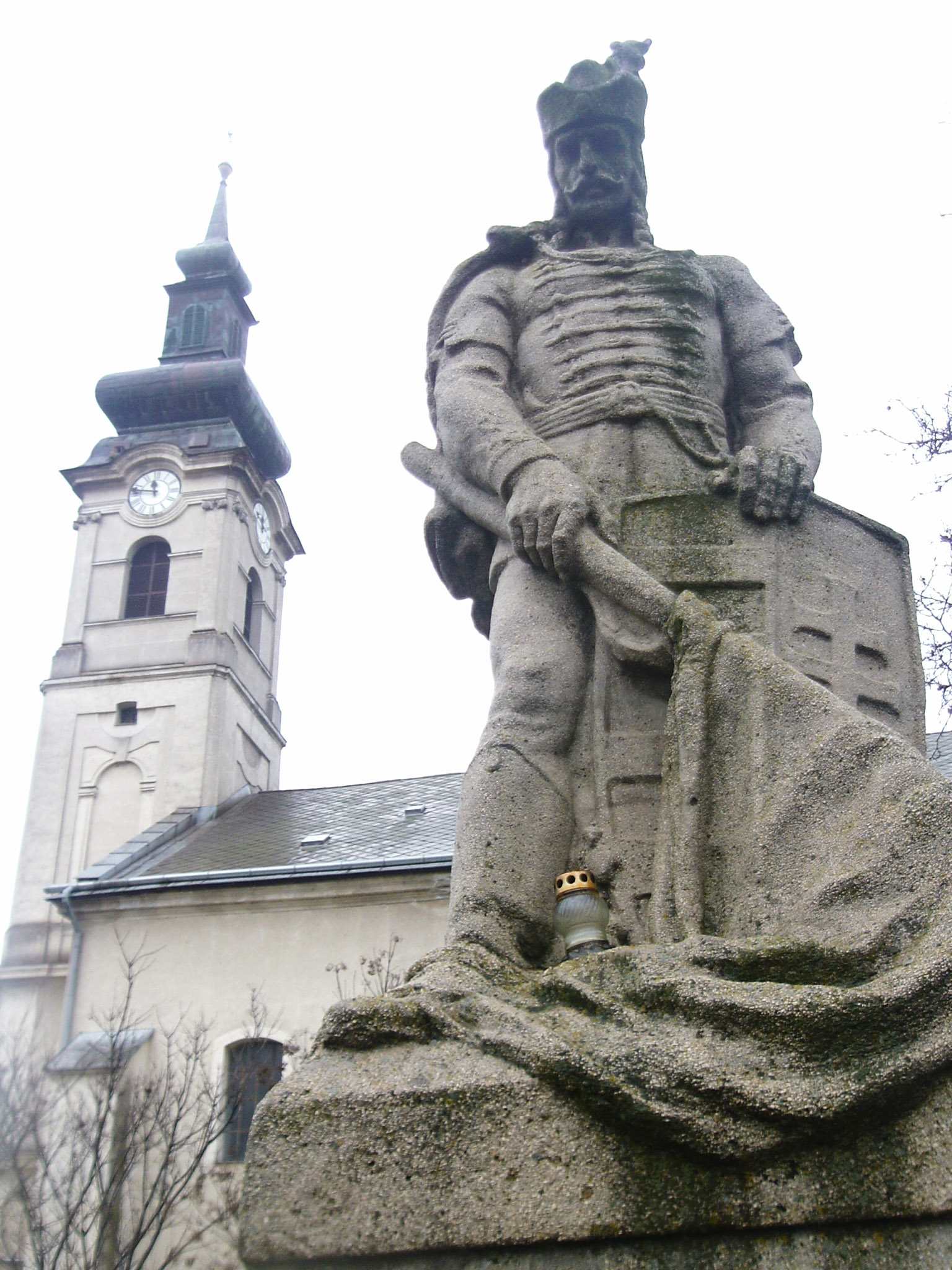
Reformovaný kostel
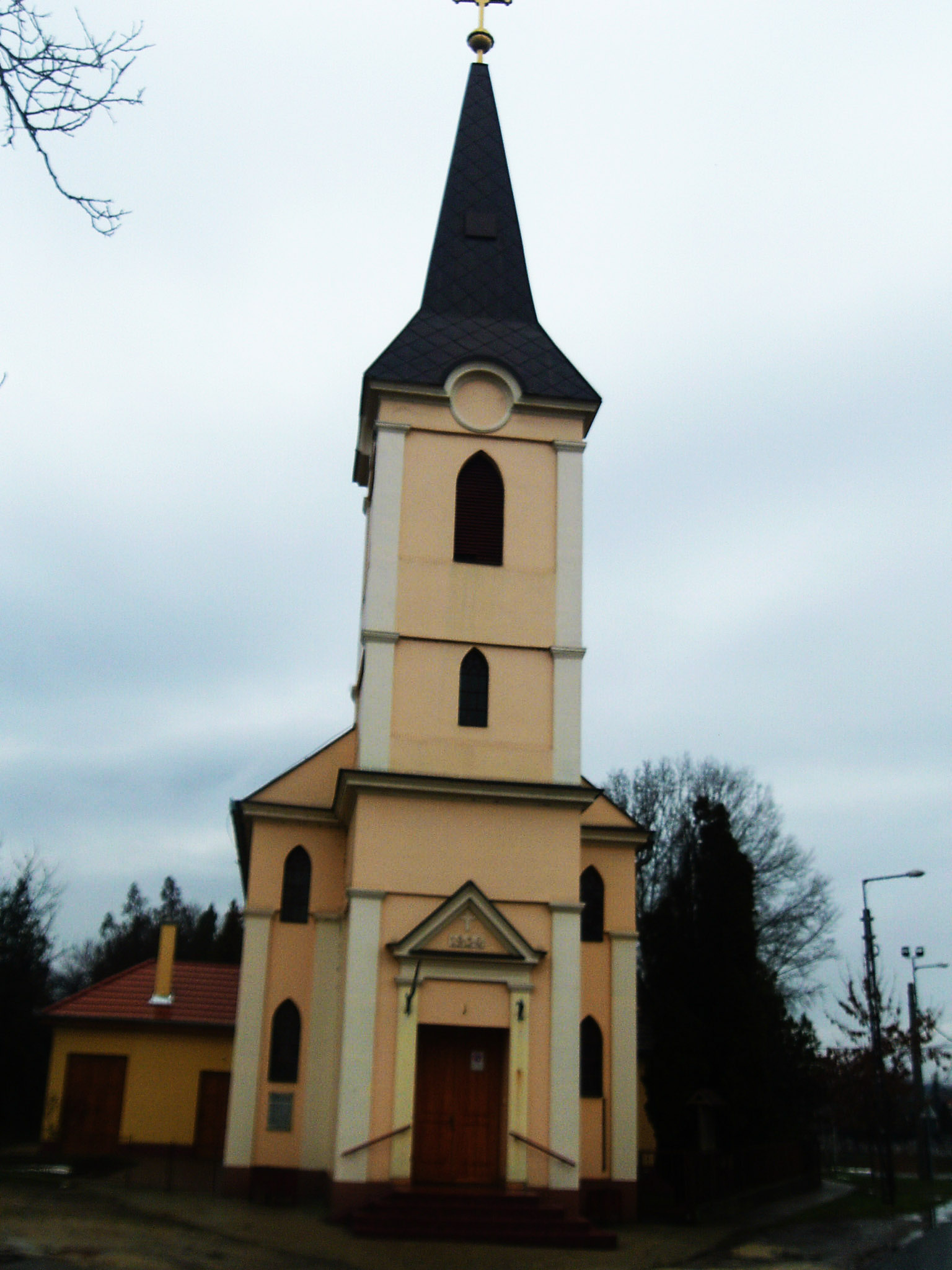
Katolický kostel Jména P. Marie
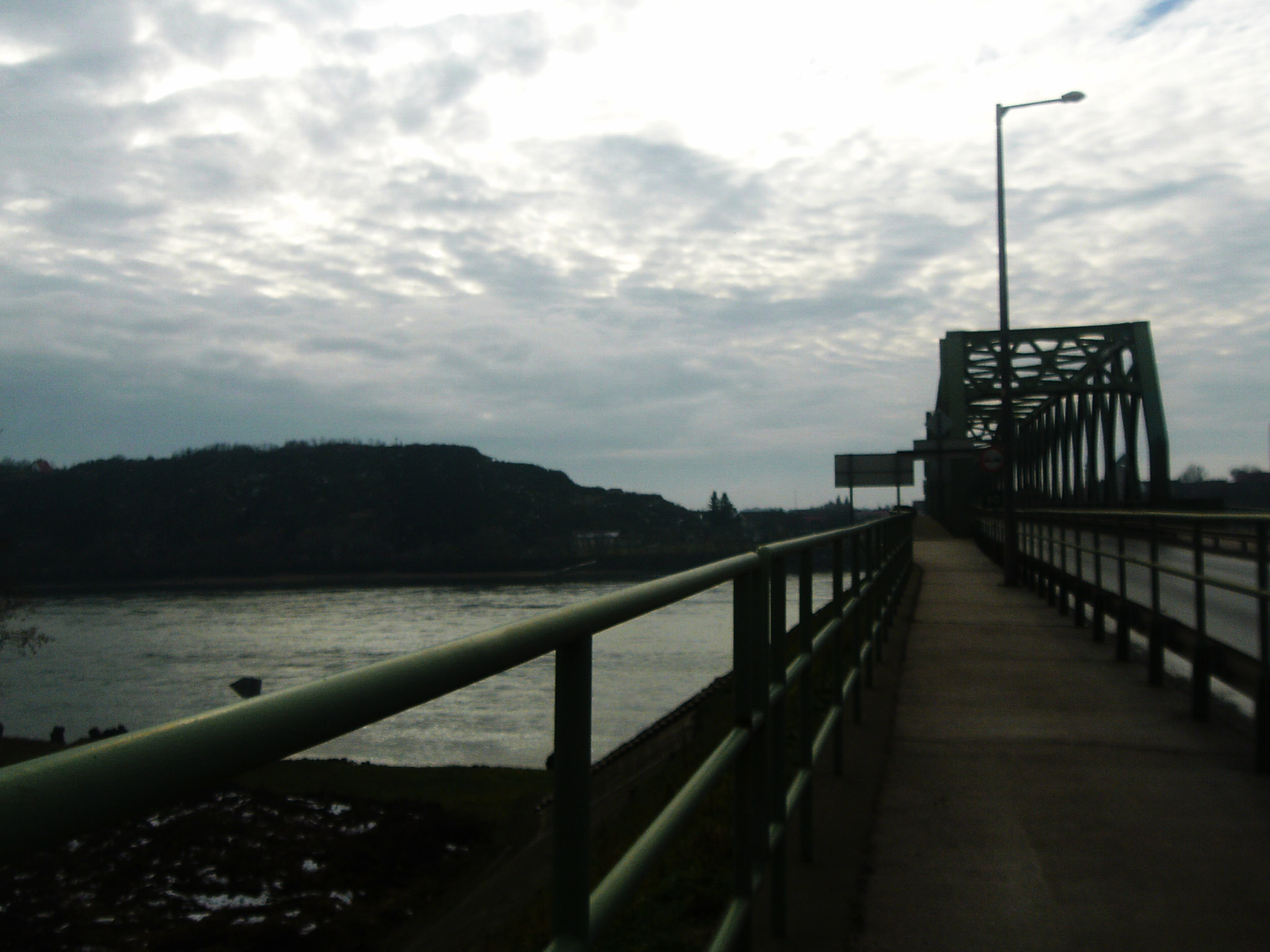
Most přes Dunaj
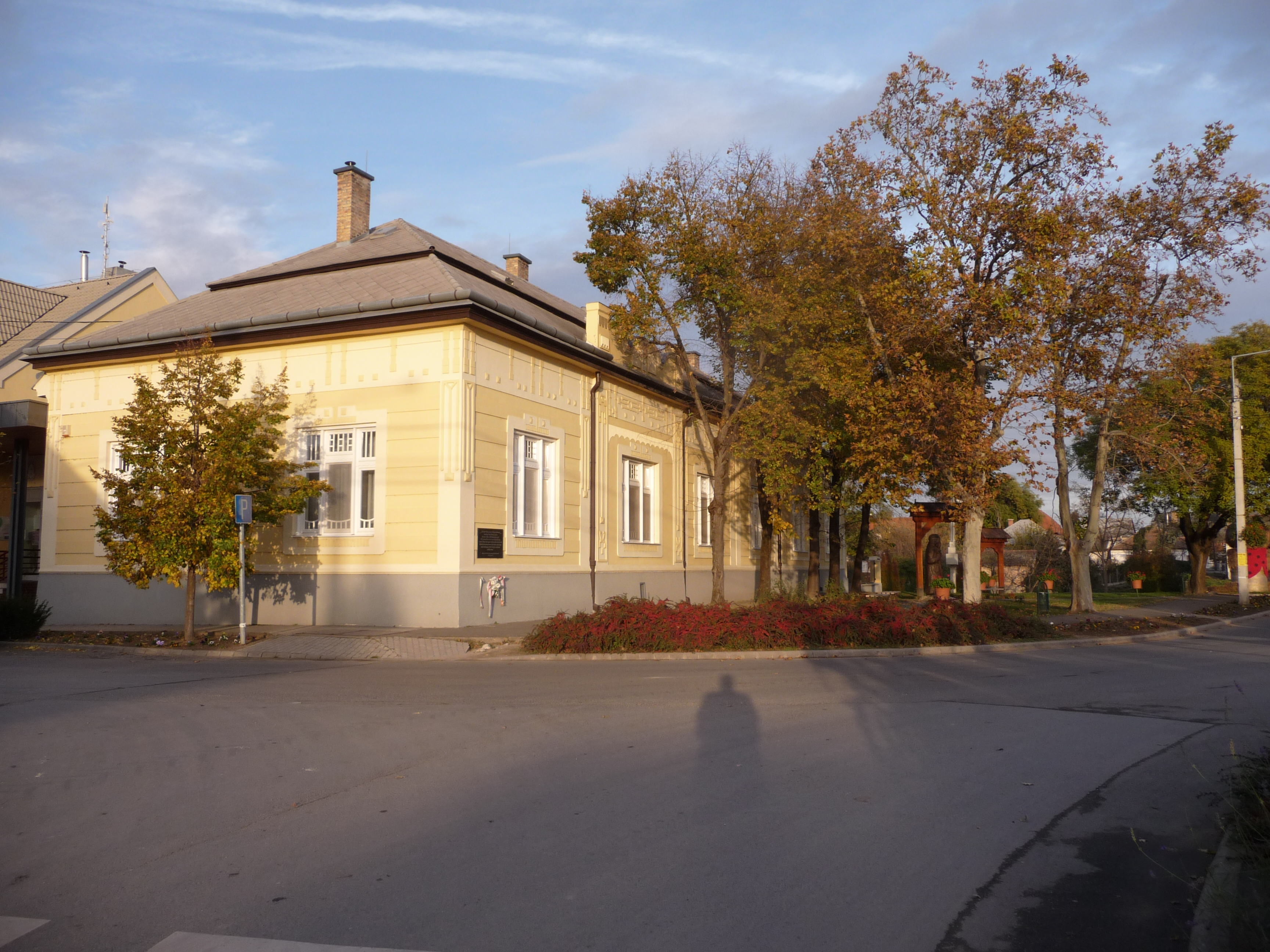
Radnice